# Chrysocladium retrorsum
Chrysocladium retrorsum är en bladmossart som beskrevs av Fleischer 1908. Chrysocladium retrorsum ingår i släktet Chrysocladium och familjen Meteoriaceae. Inga underarter finns listade i Catalogue of Life.